# Hanul lui Manuc

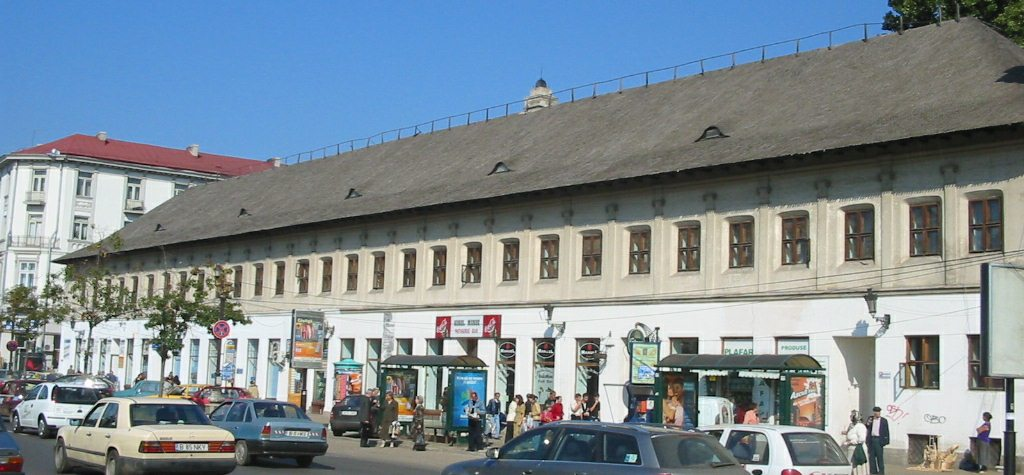
Hanul lui Manuc van buitenaf

Hanul lui Manuc is het oudste nog in gebruik zijnde hotel van Boekarest, in Roemenië. Het is een van de belangrijke bezienswaardigheden van Boekarest. In het gebouw zitten ook: een restaurant, verschillende bars en verschillende winkels. Aan de overkant ligt het Oud Koninklijk Hof, Curtea Veche. Het hotel is gebouwd in 1808 door de Armeen Manuc Bei en heeft verschillende oorlogen overleefd. In Hanul lui Manuc is een van de verdragen van Boekarest getekend.